# Matz (Familienname)
Matz ist ein deutscher Familienname.

## Namensträger

### Pseudonym
- Matz (* 1967), französischer Comic-Autor, siehe Alexis Nolent

### Familienname
- Annerose Matz-Donath (1923–2022), deutsche Journalistin und Opfer des Stalinismus
- Arnold Matz (1904–1991), deutscher Komponist, Kompositionslehrer und Bratschist
- Barbara Matz (* 1998), österreichische Seglerin
- Dieter Matz (* 1948), deutscher Sportjournalist
- Elsa Matz (1881–1959), deutsche Pädagogin und Politikerin (DVP)
- Erik Matz (* 1966), deutscher Kirchenmusiker und Organist
- Evelyn Matz (* 1955), deutsche Handballspielerin, siehe Evelyn Hübscher
- Frauke Matz (* 1976), deutsche Fremdsprachendidaktikerin
- Friedrich Matz der Ältere (1843–1874), deutscher Archäologe
- Friedrich Matz der Jüngere (1890–1974), deutscher Archäologe
- Gerhard Matz (* 1948), deutscher Ingenieurwissenschaftler
- Hans von Matz (um 1510/1520–1580), deutscher Renaissancebaumeister
- Heinrich Matz (1908–1945), deutscher Widerstandskämpfer
- Joachim Matz (* 1948), deutscher Metallkünstler
- Johanna Matz (1932–2025), österreichische Kammerschauspielerin
- Johannes Matz (1849–1913), deutscher Architekt und Baurat
- Johannes Matz (Opernintendant) (1929–2022), deutscher Opernintendant
- Katharina Matz (1930–2021), deutsche Schauspielerin
- Klaus-Jürgen Matz (1949–2020), deutscher Historiker
- Larissa Matz (* 2001), österreichische Leichtathletin
- Louise Matz (1857–1938), deutsche Textil- und Schmuck-Designerin
- Martin Matz (* 1965), deutscher Politiker (SPD)
- Matthias Matz (* 1971), deutscher Schauspieler
- Michael Matz (Reiter) (* 1951), US-amerikanischer Springreiter
- Michael Matz (General) (* 1959), deutscher Brigadegeneral
- Nele Matz-Lück (* 1973), deutsche Juristin
- Nicholas Chrysostom Matz (1850–1917), französisch-amerikanischer römisch-katholischer Geistlicher, Bischof von Denver
- Nicolaus Matz (um 1443–1513), deutscher Universitätsrektor und Domherr
- Oliver Matz (* 1962), deutscher Balletttänzer
- Peter Matz (1928–2002), US-amerikanischer Komponist, Arrangeur und Orchesterleiter
- Reinhard Matz (* 1952), deutscher Fotograf, Autor und Kurator
- Rudolf Matz (1901–1988), kroatischer Cellist, Komponist, Dirigent und Lehrer
- Sebastian Matz (1973–2013), deutscher Musiker
- Stefan Matz (* 1973), deutscher Handballspieler und -trainer
- Steven Matz (* 1991), US-amerikanischer Baseballspieler
- Ulrich Matz (1937–2004), deutscher Politikwissenschaftler
- Wolfgang Matz (Fußballspieler) (1944–1995), deutscher Fußballspieler
- Wolfgang Matz (Literaturwissenschaftler) (* 1955), deutscher Literaturwissenschaftler und Übersetzer